# Lendvai Ervin
Lendvai Ervin (idegen nyelveken Erwin Lendvai) (Budapest, 1882. június 4. – London (vagy Epsom, Surrey, 1949. március 31.) magyar zeneszerző és karnagy. Lendvay Kamilló zeneszerző nagybátyja volt. Kórusművei nagy hatással voltak más zeneszerzőkre is.

## Életpályája
Löwenfeld (Lendvai) Albert ügyvéd és Kohn Paulina fia. A Zeneakadémián Koessler János tanítványa volt. 1906-ban Giacomo Puccininál tanult Milánóban. Ezután Németországban élt ott kezdődött tanári pályafutása. 1913–1914 folyamán a helleraui Jaques-Dalcoroze iskolában (J.-Dalcroze Institute tanított, Drezda környékén. Itt vette feleségül Erna Dircksen fotográfust. 1914 és 1920 között a Klindworth-Scharwenka konzervatóriumban tanított Berlinben. 1923 és 1924 folyamán Hamburgban a Volksmusikschule kórustanára, ezzel egyidejűleg az altonai Lehrergesangverein karnagyaként is dolgozott. 1925-ben San Remóba költözött. 1926–1927-ben Koblenzben egy zenei társaság igazgatója lett, majd 1928–1929-ben Münchenben egy énekkar-egyesület élén állt. 1929-ben ő mutatta be Arnold Schönberg Glück című kórusművét. 1926-ban Budapesten házasságot kötött Stapelfeld Adolf és Brummer Anna lányával, Margittal. 1930-van elváltak.
A náci hatalomátvétel után 1933-ban előbb Svájcba, majd Angliába emigrált. Ezután az angliai Kenninghallban működött zenetanárként. A második világháború után egy ideig ő vezette a győri zenei konzervatóriumot. Halálának pontos helye (London vagy Epsom) bizonytalan.

## Főbb művei
- Elga (opera Gerhart Hauptmann librettójára, 1916; bemutatója Mannheimben volt),
- Völkerfreiheit (fesztiválzene, 1930),
- e-moll vonósnégyes, Op.8.
- D-dúr szimfónia Op.10.
- Archaikus táncok (Archaische Tänze), kamarazenekarra, Op. 30.
- Masken (zenekari scherzo),
- Stimmen des Seele (kettős kórusra, Op. 25.)
- Szvit kamarzenekarra op. 32.
- Nippon (női karok)
- Minnesiegel (7 vegyeskar, Op. 22.)
- Komische Kantate, kamarazene kórussal, Op. 52
- Psalm der Befreiung, zenekari mű, Op. 75.
- Monumenta gradualis (kórusművek) Op. 37. és dalok.